# Piz Vatgira
Der Piz Vatgira ([ˌpitsvɐˈciʁɐ]ⓘ, alte Bezeichnungen sind Piz Vitgira, Piz Spescha und Witgiren Mons) ist ein Berg mit drei Gipfeln im Gotthard-Massiv. Süd- und  Mittelgipfel sind 2982 Meter hoch, der Nordgipfel weist eine Höhe von 2983 Metern auf. Er bildet eine ebenmässig geformte Pyramide, die nach Nordosten und Süden ausgeprägte Grate sendet. Der Südgipfel wurde zuerst am 6. August 1895 von Ernst Amberg und Anton Züblin bestiegen. Der Name des Berges bedeutet im rätoromanischen Idiom Sursilvan vitgira für Fuhre, aus dem lateinischen vectura.
2500 Meter unter dem Berg erfolgte am 15. Oktober 2010 der Durchstich für die Oströhre des Gotthard-Basistunnels. Dort erreicht dieser seine höchste Überdeckung.

## Lage und Umgebung
Der Berg gehört zur Maighels-Curnera-Nalps-Gruppe. Das Gebiet um den Piz Vatgira war früher von ausgedehnten Gletschern umgeben, die aber durch die alpenweite Gletscherschmelze heute stark zu einzelnen Firnfeldern geschrumpft sind. Benachbarte Berge sind im Nordosten, getrennt durch die Fuorcla Vatgira, der 3040 Meter hohe Piz Gannaretsch und im Südwesten der Piz Lai Blau mit 2916 Metern Höhe. Im Westen wird das Gebiet vom nord-südlich verlaufenden Val Nalps mit dem Stausee Lai da Nalps und im Osten vom Val Medel begrenzt. Im Norden liegt die Surselva, im Süden die Valle Leventina. Nächste bedeutende Ortschaft ist im Norden Disentis. Im Südosten liegt der Lukmanierpass mit dem Stausee Lai da Sontga Maria, im Nordwesten der Oberalppass. 

## Touristische Erschliessung
Der leichteste Weg (Normalweg) auf den Piz-Vatgira-Südgipfel führt in etwa zweieinhalb Stunden vom südlich gelegenen See Lai Blau (2409 m) über die Ostflanke. Ein weiterer Anstieg über den Südgrat erfordert Kenntnisse im Schwierigkeitsgrad WS (wenig schwierig). Eine Überschreitung von Süden nach Norden über den Mittelgipfel hat denselben Schwierigkeitsgrad. Als Stützpunkt für Begehungen des Gebietes kann das Hospiz auf dem Lukmanierpass dienen.